# 山下三右衛門
山下三右衛門（やました さんえもん、生没年不詳）は、戦国時代の武将。織田氏の家臣。

## 略歴
永禄11年（1568年）2月、織田信孝が神戸家に養嗣子として入った際に信孝の補佐として付けられた（『勢州軍記』）。